# NGC 7276
NGC 7276 ist eine elliptische Galaxie vom Hubble-Typ E im Sternbild Eidechse am Nordsternhimmel. Sie ist schätzungsweise 277 Millionen Lichtjahre von der Milchstraße entfernt.
Das Objekt wurde am 20. September 1876 von Édouard Stephan entdeckt.